# Robert Lyall
Pour les articles homonymes, voir Lyall.
Robert Lyall est un médecin anglais qui vécut à l'île Maurice au début du XIXe siècle.

## Biographie
Membre de la société d'histoire naturelle locale, il effectua pour le compte des autorités britanniques un voyage à Madagascar afin de rencontrer Radama Ier et d'observer sa cour à Tananarive.